# Дёготь, Екатерина Юрьевна
Екатери́на Ю́рьевна Дёготь (род. 2 декабря 1958, Москва) — российский арт-критик, куратор, искусствовед, специалист по русскому искусству XX—XXI веков, кандидат искусствоведения, член-корреспондент Российской академии художеств.

## Биография
Окончила отделение истории и теории искусства исторического факультета Московского государственного университета имени М. В. Ломоносова. Работала экскурсоводом Центрального выставочного зала «Манеж» (1981—1988), с 1988 года — научный сотрудник теоретического отдела Государственной Третьяковской галереи.
В 1991 году в Москве совместно с Владимиром Левашовым создала Галерею 1.0.
Работала обозревателем газет «Коммерсантъ» (1993—2000), «Ведомости». Шеф-редактор раздела искусства портала OpenSpace.ru (до 2012).
Кандидат искусствоведения (2004, диссертация «Проблема модернизма в русском и советском искусстве»). Преподаёт в Московской Школе фотографии и мультимедиа им. А. Родченко современное искусство. Член-корреспондент РАХ (2007).
В феврале 2012 года назначена членом комиссии Ассамблеи в Бергене — 2013.
Постоянно включалась в Топ-50 самых влиятельных лиц в российском искусстве по версии журнала «Артхроника».
В мае 2012 года выступила в СМИ с предложением выбора как стратегии — негосударственного пути развития культуры и общества в России.
В марте 2014 года кёльнская Академия мирового искусства (Akademie der Künste der Welt) сообщила об избрании Екатерины Дёготь своим арт-директором. Этот пост Екатерина Дёготь будет занимать в течение двух лет.
В 2014 году Екатерина Дёготь стала лауреатом международной Премии имени Игоря Забела в области теории и культуры, церемония вручения которой состоялась в венском Сецессионе.
В 2017 году она была назначена директором и главным куратором фестиваля современного искусства  "Штирийская осень" в Граце. В марте 2022 года её контракт на должность директора этого фестиваля был продлён до конца 2027 года.

## Книги
- Дёготь Е. Террористический натурализм. — М.: Ad Marginem, 1998. — 224 с — ISBN 5-88059-038-0.
- Дёготь Е. Русское искусство XX века. — М.: Трилистник, 2000. — 224 с. — ISBN 5-89480-031-5.
- Дёготь Е. Борьба за знамя: Советское искусство между Троцким и Сталиным. 1926—1936. — М.: ММСИ, 2009. — 300 с.